# 선수

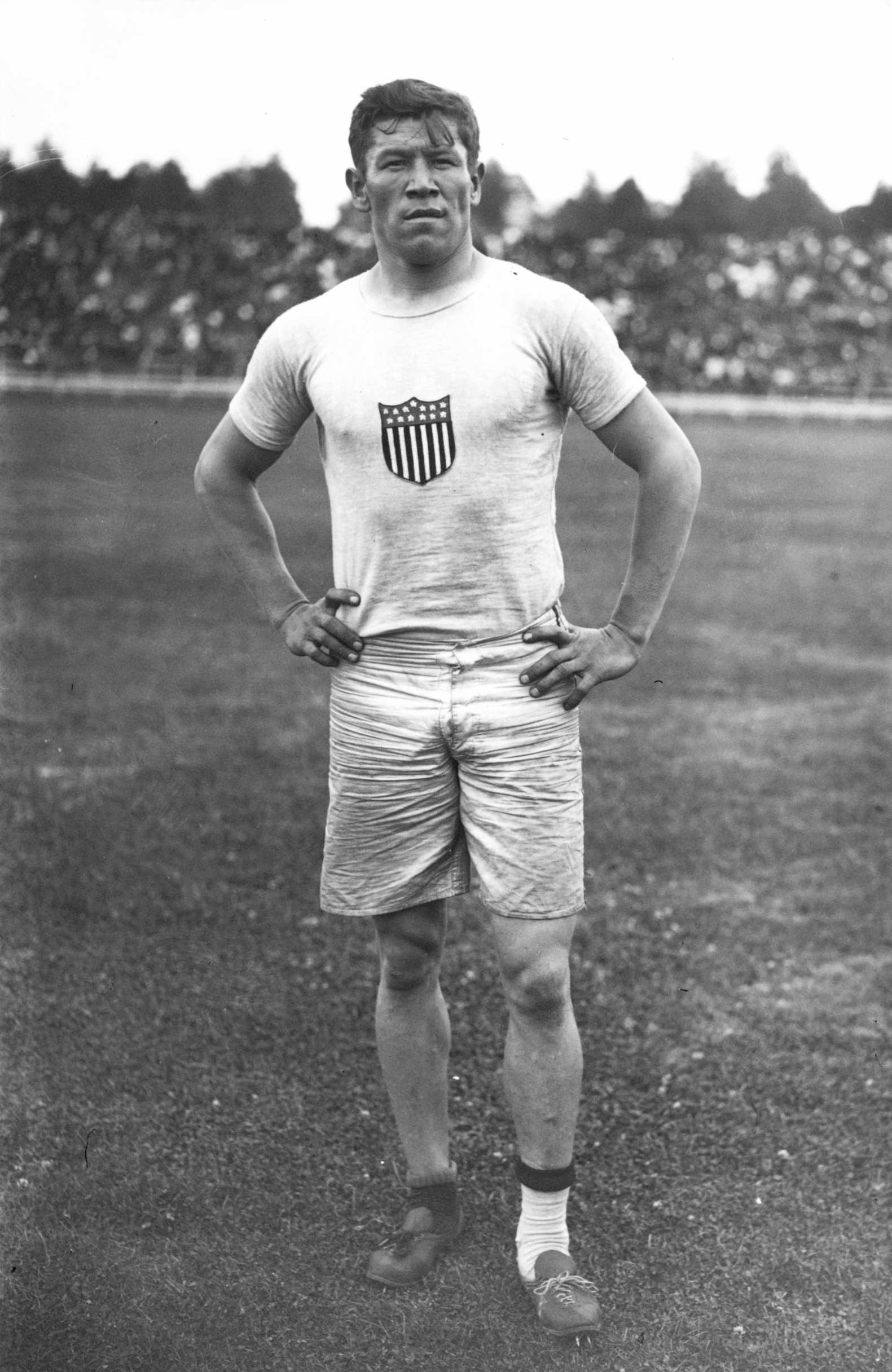
1912년 하계 올림픽에서 짐 소프

선수(選手)는 일반적으로 체육에서 겨루는 사람을 의미한다. 각 종목마다 선수들에게 요구되는 신체적 특징은 각각 다르기 마련이다.

## 특징
선수의 경우 프로페셔널 선수이거나 아마추어 선수일 수 있다. 대부분의 운동 선수들은 생계가 어려울 정도로 못버는 경우가 많다. 

## 생리학
등장성 운동(아이소토닉 엑서사이즈)에 참여하는 운동선수는 평균 좌심실 확장기말 용적이 증가하고 우울증에 걸릴 가능성이 적다. 운동선수는 격렬한 신체 활동으로 인해 일반 인구에 비해 마사지 살롱을 방문하고 마사지사 및 안마사의 서비스 비용을 지불할 가능성이 훨씬 더 높다. 근력보다 지구력이 더 필요한 스포츠를 하는 운동선수는 일반적으로 다른 운동선수에 비해 칼로리 섭취량이 낮다.

### 운동선수의 유전자
운동능력은 환경적 요인에 의해 크게 영향을 받지만, 유전적 발현도 운동선수의 능력에 중간 정도의 역할을 할 수 있다는 이론이 세워졌다. 이 주장을 탐구하면서 두 가지 특정 유전자인 안지오텐신 전환 효소(ACE) 유전자와 ACTN3에 관한 연구에 대한 메타 분석을 통해 특정 발현 변화가 운동 능력에 중간 정도의 영향을 미칠 수 있다는 결론을 내렸다. 전자는 지구력 부문에서 더 널리 퍼져 있고 후자는 힘 부문에서 더 널리 퍼져 있다. 운동 능력과 관련된 이러한 유전적 다형성과 기타 유전적 다형성에 대한 추가 연구가 권장된다.

## 같이 보기
- 운동복
- 올림픽
- 월드컵